# Xin hãy ban cho tôi một đôi cánh
Xin hãy ban cho tôi một đôi  cánh (tiếng Trung: 请赐我一双翅膀; bính âm: Qing Ci Wo Yi Shuang Chi Pang) là bộ phim truyền hình dân quốc 2019 với sự tham gia của các diễn viên: Cúc Tịnh Y, Viêm Á Luân, Hàn Đống, Trương Dư Hi, Mễ Nhiệt,....

## Nội dung phim
Phim Xin hãy ban cho tôi một đôi cánh lấy bối cảnh vào những năm đầu dân quốc, nội dung xoay quanh cuộc đời Lâm Cửu Ca (Cúc Tịnh Y đóng) và hành trình gian nan tìm kiếm công bằng, thay đổi số mệnh của người phụ nữ.
Tất cả các nhân vật trong phim đều có sự liên quan mật thiết đến nhau và là đại diện cho một bộ phận, tầng lớp con người trong xã hội Dân quốc Trung Hoa thời bấy giờ. Mỗi nhân vật đều là một mắt xích quan trọng, nối liền cả mạch phim. Để khắc họa rõ tính cách và tâm lý nhân vật quả là một thử thách khó khăn đối với các diễn viên, nhất là các diễn viên trẻ chưa từng sống trong hoàn cảnh tương tự. Nhưng dù sao, càng khó khăn thử thách mới càng có thể chứng minh được thực lực. Hi vọng các diễn viên trẻ trong phim sẽ hoàn thành tốt vai diễn của mình, mang đến cho khán giả một cái nhìn khách quan và chân thực nhất về thời cục xã hội Trung Hoa Dân Quốc lúc bấy giờ.

## Diễn viên

### Diễn viên chính
| Diễn viên    | Vai diễn      | Giới thiệu nhân vật |
| ------------ | ------------- | --- |
| Cúc Tịnh Y   | Lâm Cửu Ca    | Con gái nuôi của Cục trưởng cảnh sát, con gái của Quan Bá Quân, là một du học sinh có tư duy nhanh nhạy, phong cách nhã nhặn. Vì cha bị sát hại, Cửu Ca bỗng nhiên lại trở thành nghi can số một và bị bắt giam. Sau nhiều nỗ lực để rửa sạch nỗi oan khiên, tìm lại trong sạch cho bản thân, Cửu Ca đã thành công thoát khỏi nhà lao, cùng với nam chính Long Thiên Vũ tham gia điều tra nhiều vụ án, vạch trần và chống lại các thế lực đen tối trong xã hội bấy giờ.                                                               |
| Viêm Á Luân  | Long Thiên Vũ | Đội trưởng đội trinh sát, đồ đệ của Cục trưởng Lâm Ngạo Đông, có tài năng phi thường trong việc điều tra và truy bắt tội phạm. Cửu Ca chính là do Thiên Vũ bắt về quy án. Trong quá trình điều tra án, từ đồn cảnh sát Thiên Vũ luôn dễ dàng lấy được những chứng cứ bất lợi cho Cửu Ca. Chỉ đến khi phát hiện ra những chứng cứ đó đều là những lời cuồng ngôn giả tạo được sắp xếp một cách bài bản, Thiên Vũ mới bắt đầu điều tra kỹ càng lại từ đầu. Em trai ruột của Lãnh Lập Uy.                                                |
| Hàn Đống     | Lãnh Lập Uy   | Đại thiếu gia nhà họ Lãnh, anh cả của Lãnh Niệm Chi, con nuôi của gia tộc họ Lãnh, thường được gọi là Lãnh thiếu. Bề ngoài là một đại thiếu gia ăn chơi nhàn rỗi, nhưng thực chất hắn cái gì cũng biết. Có thể nói là cánh tay phải của Lãnh Thế Nam, vào lúc cần thiết sẽ là quân tốt thí đứng ra nhận mọi tội lỗi thay Lãnh Thế Nam. Điều này khiến Lãnh Lập Uy từ nhỏ đã nhìn thấu trắng đen hai thế giới và nội tâm phức tạp, không dễ dàng để người khác nhận ra tính cách thực sự của mình. Là anh trai ruột của Long Thiên Vũ. |
| Trương Dư Hi | Lãnh Niệm Chi | Đại tiểu thư nhà họ Lãnh, thích Long Thiên Vũ, làm việc trong tù, bị đuổi việc vì giúp Lâm Cửu Ca vượt ngục. Là vợ của Lãnh Lập Uy. |

### Các diễn viên khác
| Diễn viên    | Vai diễn         | Giới thiệu nhân vật |
| ------------ | ---------------- | --- |
| Mễ Nhiệt     | Tiêu Lâm Phong   | Anh là một cô nhi, đồ đệ của Mao Cửu, "thần trộm nghìn mặt" phong lưu phóng khoáng. Thông minh, hài hước, quyến rũ, là một tên giang hồ lừa đảo thứ thiệt với tài chơi tất cả các loại nhạc cụ, giỏi chơi cờ và tinh thông các ngón nghề cờ bạc. Cùng Long Thiên Vũ kết hợp thành cặp đôi “Diệu cảnh tặc thám”, liên thủ giúp Cửu Ca thoát án oan, đồng thời truy bắt hung thủ thật sự. |
| Chu Thánh Y  | Long Sương Sương | Nữ phóng viên của Thời báo, em gái của Long Thiên Vũ và Lãnh Lập Uy, thông minh quả cảm, nhiệt tình kiên trì. Sương Sương là người hành động siêu phàm. Trong công việc không ngại gian khổ, trong tình yêu không ngại đấu tranh. Sương Sương luôn kiên trì theo đuổi Tiêu Lâm Phong mặc cho hắn không hề thích cô.                                                                     |
| Lý Nghệ Đồng | Thanh Điêu       | Kẻ đứng đầu trong tù, tâm địa độc ác, thủ đoạn tàn nhẫn. Cô là do chính tay Lâm Ngạo Đông bắt giam, hơn nữa còn bị còng tay ngay trước mặt con trai mình. Vì thế Thanh Điêu đối với Lâm Ngạo Đông có thể nói là hận đến xương tủy. |
| Vương Diễm   | Phượng tỷ        | Cô là lão đại trong tù, anh hùng xuất thế, nữ trung hào kiệt. Phượng tỷ là chưởng môn của "Càn Khôn Võ Quán", trong giới võ lâm Bắc phương thời dân quốc có thể nói là số một. Trong một lần hành hiệp trượng nghĩa quá đà mà bị bắt giam vào tù. Sau khi bị bắt giam, cũng nhanh chóng trở thành lão đại của tất cả chị em nữ tù.                                                      |
| Nguyên Hoa   | Mao Cửu          | Là sư phụ của Tiêu Lâm Phong, là một người hài hước, lạc quan, chơi bài bạc thành thần. Thời trẻ, ở Thượng Hải từng đã nổi tiếng với danh xưng Thần bài. Khi về già quy ẩn giang hồ lại dạy ra được một đồ đệ tốt như Tiêu Lâm Phong. |
| Tạ Quân Hào  | Lãnh Thế Nam     | Là Đô đốc hải quan trên danh nghĩa là người thực thi pháp luật, nhưng thực tế hắn lại là kẻ đứng đầu kiểm soát mọi hoạt động tài chính và xã hội trong thế giới ngầm. Một mặt luôn biểu hiện là một người cha mẫu mực, một mặt lại là kẻ thủ đoạn, thực dụng, tham lam, ích kỷ. |

## Nhạc phim
| STT | Nhan đề                                         | Phổ lời     | Phổ nhạc    | Ca sĩ thể hiện | Thời lượng |
| --- | ----------------------------------------------- | ----------- | ----------- | -------------- | ---------- |
| 1.  | "Tôi muốn bay lượn (我要飞翔)" (Ca khúc mở đầu) | La Côn      | Lý Quý Hoa  | Viêm Á Luân    |            |
| 2.  | "Một đôi cánh (一双翅膀)" (Ca khúc kết thúc)    | Lưu Thần Dã | Lưu Thần Dã | Cúc Tịnh Y     |            |
| 3.  | "Ở bên cạnh em (在你身边)" (Nhạc đệm)           | A Côn       | Vương Cường | Hồ Sa Sa       |            |